# Południowoosetyjski Obwód Autonomiczny
Południowoosetyjski Obwód Autonomiczny, Południowoosetyjski OA (ros. Юго-Осетинская автономная область, gruz. სამხრეთ ოსეთის ავტონომიური ოლქი, oset. Ху́ссар Ирыстоны автономон бӕстӕ) – obwód autonomiczny w Związku Radzieckim, istniejący w latach 1922–1989/90, wchodzący w skład Gruzińskiej Socjalistycznej Republiki Radzieckiej ze stolicą w Cchinwali.
Południowoosetyjski OA został utworzony w kwietniu 1922 r. Tworzenie autonomicznych jednostek terytorialnych dla mniejszości narodowych było częścią polityki tzw. korienizacji, tj. przyznawania autonomii mniejszościom narodowym zamieszkującym obszary dawnego Imperium, poprzednio dyskryminowanym i rusyfikowanym przez carat.
Z prawnego punktu widzenia trudno jest określić, kiedy obwód przestał istnieć. 10 listopada 1989 r. Rada Delegatów Ludowych Południowoosetyjskiego OA podjęła decyzję o przyłączeniu Obwodu do Północnoosetyjskiej ASRR; Sąd Najwyższy Gruzińskiej SRR uznał tę decyzję za sprzeczną z prawem. 20 września 1990 r. Rada Delegatów Ludowych Południowoosetyjskiego OA ogłosiła powstanie Republiki Południowej Osetii. 10 grudnia 1990 r. Rada Najwyższa Gruzji podjęła decyzję o likwidacji Południowoosetyjskiego OA.
Niezależnie od przyjętej daty likwidacji Obwodu, w wyniku sporów na tle jego statusu doszło do wojny pomiędzy południowoosetyjskimi separatystami a wojskami niepodległej Gruzji, w wyniku której obszary dawnego Obwodu są obecnie de facto niepodległym państwem, uznawanym od czasów ostatniej wojny przez Federację Rosyjską.
 Informacje n.t. położenia, gospodarki, historii, ludności itd. Południowoosetyjskiego Obwodu Autonomicznego znajdują się w: artykule poświęconym Południowej Osetii.